# 須賀達郎
須賀 達郎（すが たつろう、1988年5月20日 - ）は日本の漫画家。神奈川県出身。男性。
2011年に『別冊少年マガジン』（講談社）で連載開始した『マックミラン高校女子硬式野球部』でデビュー。作品に『マックミラン高校女子硬式野球部』などがある。

## 来歴
神奈川県出身。小学校時代にソフトボールを始める、ポジションは遊撃手。中学校では硬式野球を始め、ポジションは投手に。2004年（平成16年）に神奈川県立保土ケ谷高等学校に入学し野球部に入部。引き続き投手を続けたい思いはあったものの選手層の厚さから試合に出られないことを懸念して外野手に転向。2006年（平成18年）、3年生時の春季神奈川県大会でベスト16を目前にしながら、田中大二郎のいる東海大相模高校に敗れた。文教大学情報学部システム学科進学後は本格的に野球を続けることはせず、音楽活動を経て、絵を描くのが好きだなと思ったことから漫画を描き始める。完成にこぎつけることができた10ページの4コマ漫画が新人賞の最終候補になったものの、その後は10作以上投稿しては落選を繰り返す。2011年（平成23年）、『別冊少年マガジン』（講談社）同年12月号から『マックミラン高校女子硬式野球部』の連載をスタートさせて漫画家デビューを果たした。

## 作品リスト

### 連載
- マックミラン高校女子硬式野球部（『別冊少年マガジン』2011年12月号 - 2013年2月号）
- AKB0048外伝 とびだせ!AKBぜろぜろ女学園（『マガジンSPECIAL』2012年No.2 - 2014年No.2）
- マックミランの女子野球部（『週刊少年マガジン』2013年9号 - 2013年33号、『別冊少年マガジン』2013年10月号 - 2014年2月号）
- 2年2組のスタジアムガール（『月刊まんがタウン』2016年2月号 - 2017年3月号）
- 帷子しずくはリードしたい！（『コミック アース・スター』2017年9月 - 2018年1月）
- ボールパークでつかまえて!（『モーニング』2020年40号 - 連載中）

### 読み切り
- マックミラン高校女子硬式野球部（『週刊少年マガジン』2012年30号） - 出張読み切り。
- AKB0048外伝 とびだせ!AKBぜろぜろ女学園（『週刊少年マガジン』2012年12号） - 出張読み切り。
- 女子サッカー部のメイアン（『月刊まんがタウン』2015年2月号）
- 風和々ちゃんと夜星さん（『月刊まんがタウン』2015年3月号）

### 書籍
- 『マックミラン高校女子硬式野球部』、講談社〈講談社コミックスマガジン〉2012年 - 2013年、全2巻
- 『AKB0048外伝 とびだせ!AKBぜろぜろ女学園』、講談社〈講談社コミックスマガジン〉2012年 - 2014年、全3巻
- 『マックミランの女子野球部』、講談社〈講談社コミックスマガジン〉2013年、全2巻
- 『2年2組のスタジアムガール』、双葉社〈アクションコミックス〉2016年、全1巻
- 『帷子しずくはリードしたい！』、アース・スターエンターテイメント〈アース・スター コミックス〉2018年、全1巻
- 『ボールパークでつかまえて!』、講談社〈モーニングKC〉2021年 - 、既刊17巻（2025年6月23日現在）